# Mahea durrelli
Щитник Даррелла (лат. Mahea durrelli) — вид клопов из семейства древесных щитников. Эндемик Мадагаскара. Видовое латинское название дано в честь английского натуралиста и писателя Джеральда Даррелла, уделявшего много внимания природе Мадагаскара и близлежащих островов.

## Распространение
Северо-восточный Мадагаскар (Vohémar), известен только из типового местонахождения.

## Описание
Тело узкое, длиной 6 мм. Наибольшая ширина пронотума между плечевыми шипами составляет 3 мм. Окраска охристая с красновато-бурыми пятнами, слегка блестящая. Оцеллии красноватые, расположены у переднего края пронотума. Длина антенномер усиков: 1—0,3 мм, 2—1,7 мм, 3—1,0 мм, 4—0,9 мм (соотношение 1 : 5.67 : 3.33 : 3). Соотношение длины головы к её ширине (через глаза) равно 1 : 1,42, а ширины головы к ширине пронотума (через плечевые шипы) — 1 : 1.97.